# Chân Không

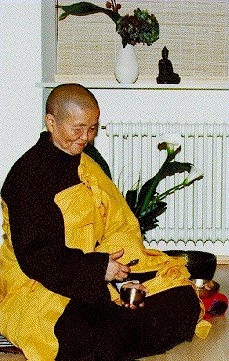
Chankhong

Chân Không(Bến Tre, 1938) es una monja budista zen vietnamita (bhikkhuni) afincada en Francia (Plum Village, lugar que fundó con Thích Nhất Hạnh).